# 刘达潮
刘达潮（1885年—1974年），又名刘耐，男，广东东莞人，中国政治人物，曾任中国海员工会全国委员会主席，第二、三、四届全国政协委员。